# Liño
Liño (Aussprache: linjo) war ein Flächenmaß in Paraguay. 
- 1 Liño = 4883,2 Quadratmeter